# 小鮎の甘露煮
小鮎の甘露煮（こあゆのかんろに）とは、琵琶湖産のコアユを、醤油や砂糖などで煮た滋賀県の郷土料理。京都市周辺でも食されている。
小鮎の飴煮（あめだき）、小鮎の山椒煮とも言う。
第二次世界大戦以前は、大津市の名物、土産物として盛んに作られた。大正年間には粗製乱造による品質低下や一部事業者に偏った販売方法などが問題となった。